# A leggyorsabb Indian
A leggyorsabb Indian (eredeti cím: The World's Fastest Indian) 2005-ben bemutatott új-zélandi életrajzi filmdráma, melynek rendezője, forgatókönyvírója és egyik producere Roger Donaldson. A főbb szerepekben Anthony Hopkins, Diane Ladd és Paul Rodriguez látható.
A film az új-zélandi, invercargilli Burt Munro igaz történetét mutatja be, aki egy öreg 1920-as Indian motorból 200 mérföld/órás sebességgel száguldó, rekorddöntő masinát tákolt össze. Az 1960-as években Utahban, a Bonneville sós síkságon állította fel az 1000 köbcenti alatti motorral rendelkező motorok sebességi rekordját, melyet máig nem sikerült senkinek felülmúlni.  

## Történet
Burt Munro egy barátságos új-zélandi, akinek szenvedélye a sebesség, aminek konkrétan Indian típusú motorjával hódol. Jóbarátja a szomszéd kisfiú, Tom, aki gyakran segítségére van. Burt régi álma, hogy eljusson a bonneville-i sós síkságra, ahol mindent beleadva próbálhatja meg a legtöbbet kihozni masinájából. Noha számos akadály gördül elé, Burt támogatásra lel az invercargilliektől, s összegyűlik a kellő pénz is, hogy Bonneville-be utazhasson.
Amerikában jópár furcsa és különc alakkal találkozik és barátkozik össze, köztük egy transzvesztitával, egy indiánnal és egy autókereskedővel. A film Burt Bonneville-be való utazására, az út során felbukkanó emberekre és szembejövő, megoldandó problémákra fókuszál. Utóbbiak közül is az egyik legkomolyabb Burt rendetlenkedő szíve.
Végül Burt eljut Bonneville-be, ám eleinte elutasítják a verseny szervezői, abból az okból kifolyólag, hogy nincs regisztrálva a nevezők listáján. Egy bizonytalanságban elmúló nap után a szervezők engedélyezik Burt részvételét. Egyik futása alkalmával az Indian eléri a 200 mérföldes sebességet, amivel kiérdemli a „leggyorsabb Indian” címet.

## Szereplők
| Szereplő   | Színész         | Magyar hang        |
| ---------- | --------------- | ------------------ |
| Burt Munro | Anthony Hopkins | Makay Sándor       |
| Tom        | Aaron Murphy    | Morvay Bence       |
| George     | Iain Rea        | Beratin Gábor      |
| Sarah      | Tessa Mitchell  | Bessenyei Emma     |
| Fran       | Annie White     | Menszátor Magdolna |
| Tina       | Chris Williams  | Fekete Zoltán      |
| Fernando   | Paul Rodriguez  | Besenczi Árpád     |
| Jake       | Saginaw Grant   | Kun Vilmos         |
| Ada        | Diane Ladd      | Tóth Judit         |
| Rusty      | Patrick Flueger | Vári Attila        |
| Jim Enz    | Chris Lawford   | Rosta Sándor       |
| Jerry      | Bruce Greenwood | Sótonyi Gábor      |

## Tények és fikció
A film számos alkalommal él történelmi szabadsággal. Az igazi Burt Munro feleségül vette Florence Beryl Martynt 1927-ben, s négy gyermekük született, róluk azonban említést sem tesz a film. A filmben Munro feleleveníti ikerbátyja halálát. A valóságban leány ikertestvére volt, aki már születéskor meghalt. Burt Új-Zélandon is állított fel sebességi rekordokat, már 1938-ban, s egészen 1970-ig továbbiakat, ám ezekről sincs szó a filmben.
A filmben látható bonneville-i futam a számtalan versenyeinek eggyé alkotása, ezek közül az első 1956-os. 1962-ben, már első bonneville-i indulásán rekordot döntött 178,971 mérföldes sebességével. Jim Enz valóban kisegítette őt, azonban nem a szervezőket vette rá a szabályok lazítására Munro indulása érdekében, ahogy a filmben történik, hanem üzemanyagot adott neki. Munro a leggyorsabb Bonneville-i versenye során 190,07 mérföldet hozott ki Indianjából. Itt nem érte el a 201 mérföldet, azonban egy nem befejezett versenyen igen, ekkor 205,67 mérföldig vitte.